# Ольберг, Пауль
Пауль Ольберг (нем. Paul Olberg, настоящее имя Хирш Шмушковиц, 22 ноября 1878 года, Якобштадт (ныне — Екабпилс), Курляндия — 4 мая 1960 года, Стокгольм) — социал-демократ.

## Биография

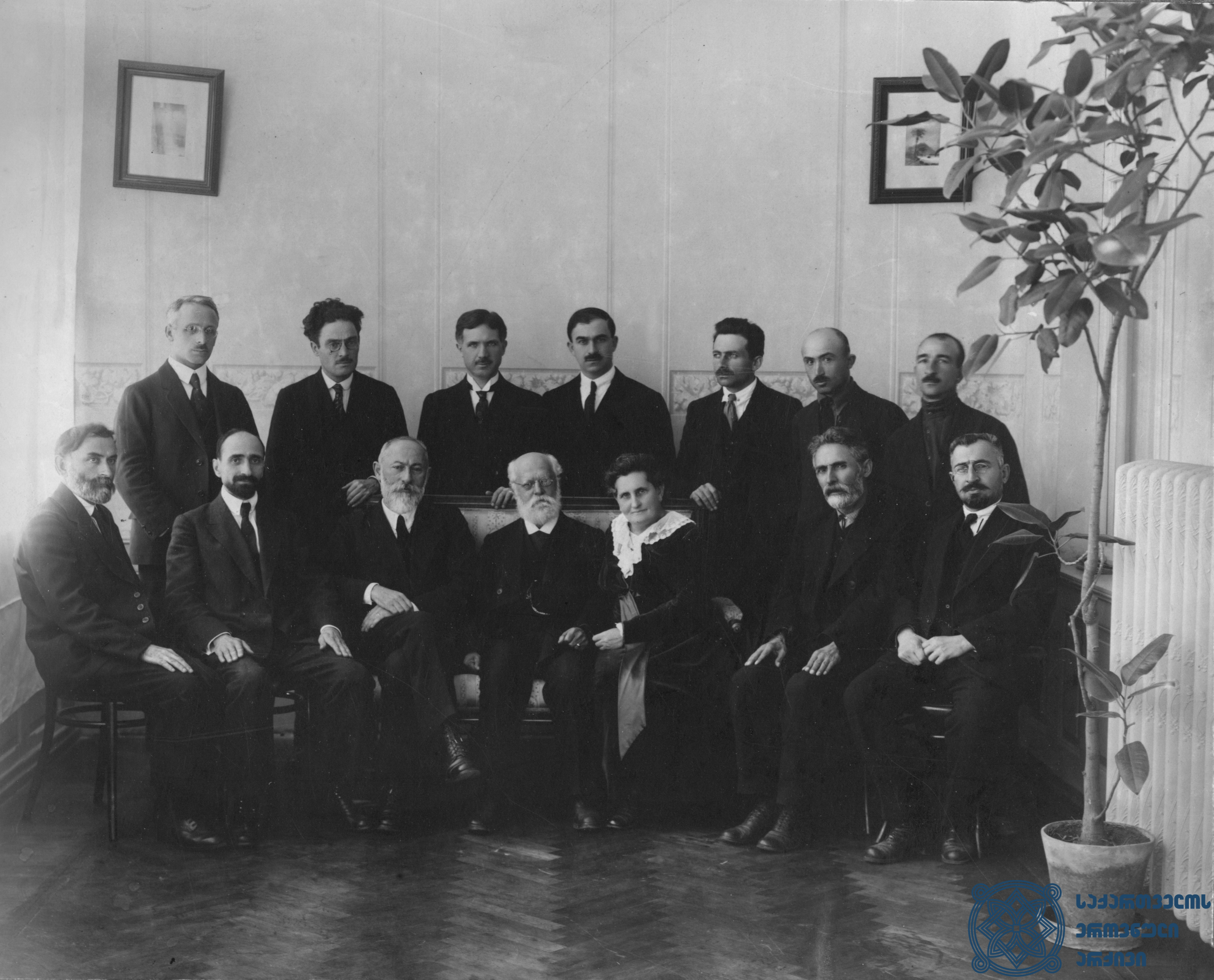
Карл Каутский с грузинскими социал-демократами, Тифлис, 1920.
1-й ряд, слева-направо: С. Девдариани, Н. Рамишвили, Н. Жордания, К. Каутский и его жена Луиза, С. Джибладзе, Р. Арсенидзе;
2-й ряд, слева-направо: секретарь Каутского Пауль Ольберг, В. Тевзая, К. Гварджаладзе, К. Сабахтарашвили, С. Тевзадзе, А. Урушадзе, Г. Цинцабадзе

В революционном движении с 1905 года, член Бунда.
В 1920-х годах работал в Берлине, в Германию бежал после Октябрьской революции 1917 года из России. Занял антисоветские позиции. Сотрудничал в социал-демократической прессе Швеции. После 1933 года остался в Стокгольме как политический беженец.

## Личная жизнь
Сын — Валентин Павлович Ольберг (1907—1936) — член компартии Германии, деятель троцкистской оппозиции, преподаватель истории Горьковского пединститута, главный обвиняемый на Первом показательном московском процессе.